# Латишев Георгій Дмитрович
Латишев Георгій Дмитрович (22 січня (4 лютого) 1907, м. Бєжиці (нині район Брянська), Російська імперія — 3 квітня 1973, Київ, Україна) — фізик. доктор фізико-математичних наук (1940), професор (1940), член-кореспондент АН УРСР (1945), академік АН Казахської РСР (1958).

## Життєпис
Георгій Латишев у 1929 р. закінчив Ленінградський політехнічний інститут за спеціальністю «фізик-експериментатор». В дипломній роботі, присвяченій електронним ударам другого роду, отримав один із найкращих доказів квантової структури рівнів енергії в атомі.
У 1930—1941 працював у Харківському фізико-технічному інституті.
У 1941—1943 очолював кафедру фізики Уфимського авіаційного інституту, у 1943—1944 — кафедру фізики Московського інституту механізації та електрифікації сільського господарства.
У 1943—1958 працював у Ленінградському фізико-технічному інституті, у 1953–58 — також у Ленінградському технологічному інституті.
У 1958—1965 — організував Інститут ядерної фізики АН Казахської РСР та був його директором.
У 1965—1970 — завідувач відділу ядерної спектроскопії Інституту фізики АН УРСР; у 1970—1973 — завідувач відділу ядерної спектроскопії Інституту ядерних досліджень АН УРСР.
Помер Латишев 3 квітня 1973 р. Похований на Байковому кладовищі в Києві.

## Наукові досягнення
У 1932 р. у Харківському фізико-технічному інституті разом із К. Д. Синельниковим, О. І. Лейпунським та А. К. Вальтером уперше в СРСР здійснив розщеплення атомного ядра штучно прискореними частинками.
У 1940 р. захистив докторську дисертацію, присвячену вивченню взаємодії жорсткого гамма-випромінювання з матерією.
У 1949 р. за роботи в області атомного ядра отримав Сталінську премію першого ступеня.
У 1968 р. під керівництвом Латишева створено залізний магнітний бета-спектрометр з роздільною здатністю 0,025–0,035 %. За допомогою цього бета-спектрометра було виконано великий цикл робіт по дослідженню складних схем розпаду радіоактивних ядер. Поряд із традиційними роботами по вивченню конверсійних спектрів, що виникають при радіоактивному розпаді, на спектрометрі досліджувались можливості використання бета-спектрометра для вивчення анігіляції позитронів у зразках різної термічної обробки, ефект «струсу» при внутрішній конверсії гамма-променів тощо.